# 森特鎮區 (印地安納州迪爾伯恩縣)
森特（英語：Center Township）是位於美國印地安納州迪爾伯恩縣的一個行政鎮區。

## 地方資料
根據2010年美國人口普查的數據，森特的面積為29.40平方千米，當中陸地面積為27.80平方千米，而水域面積為1.60平方千米。當地共有人口5318人，而人口密度為每平方千米180.88人。